# Associació Marroquina dels Drets Humans
L'Associació Marroquina dels Drets Humans, AMHD (àrab: الجمعية المغربية لحقوق الإنسان, al-Jamaʿiyya al-Maḡribiyya li-Ḥuqūq al-Insān; amazic estàndard marroquí: ⵜⴰⵎⵙⵎⵓⵏⵜ ⵜⴰⵎⵕⵕⵓⴽⵉⵜ ⵏ ⵉⵣⵔⴼⴰⵏ ⵏ ⵓⴼⴳⴰⵏ; francès: Association Marocaine des Droits Humains) és una organització no governamental del Marroc amb seu central a Rabat, la tasca principal de la qual és la defensa dels drets humans en aquest país.

## Història
Fou creada el 24 de juny de 1979 a Rabat per Ali Oumlil de la Unió Socialista de Forces Populars (USFP). Fins a 1988 la seva activitat va estar molt limitada per la repressió exercida per l'administració de l'Estat. A partir d'aquest any va incrementar les seves seccions, va decréixer la repressió i va poder començar a desenvolupar el seu projecte de manera més extensa i permanent fins que en 1991 va començar un ampli procés d'expansió, coincidint amb una major obertura política, arribant a tenir 72 seccions en 2007 i ser reconeguda com a entitat d'utilitat pública.

## Organització i finalitats
Afirma tenir 72 seccions i més de 8.000 afiliats. El seu màxim òrgan és el Congrés Nacional que es reuneix cada tres anys que tria una Comissió Nacional com a òrgan executiu.
La seva finalitat amb caràcter general és «treballar per la preservació de la dignitat humana, el respecte de tots els drets humans en la seva universalitat i el seu caràcter global, i la protecció, defensa i promoció d'aquests drets» i, per a això, desenvolupa la seva labor donant a conèixer la seva activitat entre els ciutadans, difonent els valors dels drets humans, afavorint que el Marroc ferm els tractats internacionals i altres pactes de respecte als drets fonamentals, la denúncia de les violacions de drets i el suport a les víctimes. En 2006 l'AMDH va ser decisiva en la creació d'estructures de coordinació nacionals conegudes com "les Coordinacions" per lluitar contra la pobresa al Marroc. En 2011 va tractar de rellançar aquesta estructura, basant-se en l'impuls de la primavera àrab.
És membre, entre d'altres, de la Federació Internacional de Lligues de Drets Humans, de la Xarxa Euromediterrània de Drets Humans i observador reconegut del Consell Econòmic i Social de les Nacions Unides. Des de l'll de maig de 2013 el president és Ahmed El Haij, qui va substituir Khadija Ryadi, presidenta des de 2004. L'AMDH publica un informe anual dels drets humans al Marroc. L'informe de 2010 catalogavag múltiples abusos dels drets humans com tortura, suggeria que el país havia fet pocs progressos en aquesta matèria respecte anys anteriors.